# Francisco Jiménez (taekwondo)
Francisco Jiménez (Almuñécar, años 1960) es un deportista español que compitió en taekwondo.

## Palmarés internacional
Ganó una medalla de plata en el Campeonato Mundial de Taekwondo de 1987 en la categoría de –83 kg.
| Campeonato Mundial | Campeonato Mundial | Campeonato Mundial | Campeonato Mundial |
| Año                | Lugar              | Medalla            | Categoría          |
| ------------------ | ------------------ | ------------------ | ------------------ |
| 1987               | Barcelona (España) | Medalla de plata   | –83 kg             |

## Biografía
En 1989 se mudó a Estados Unidos. Vive en la población de Staples, en el estado de Minnesota. Desde 2005 es campeón estatal de taekwondo en su categoría.
Está casado con una estadounidense de nombre Tracey, y es padre de cuatro hijos (Antón, Francis, Lucas y Emali).